# Edna Clarke Hall

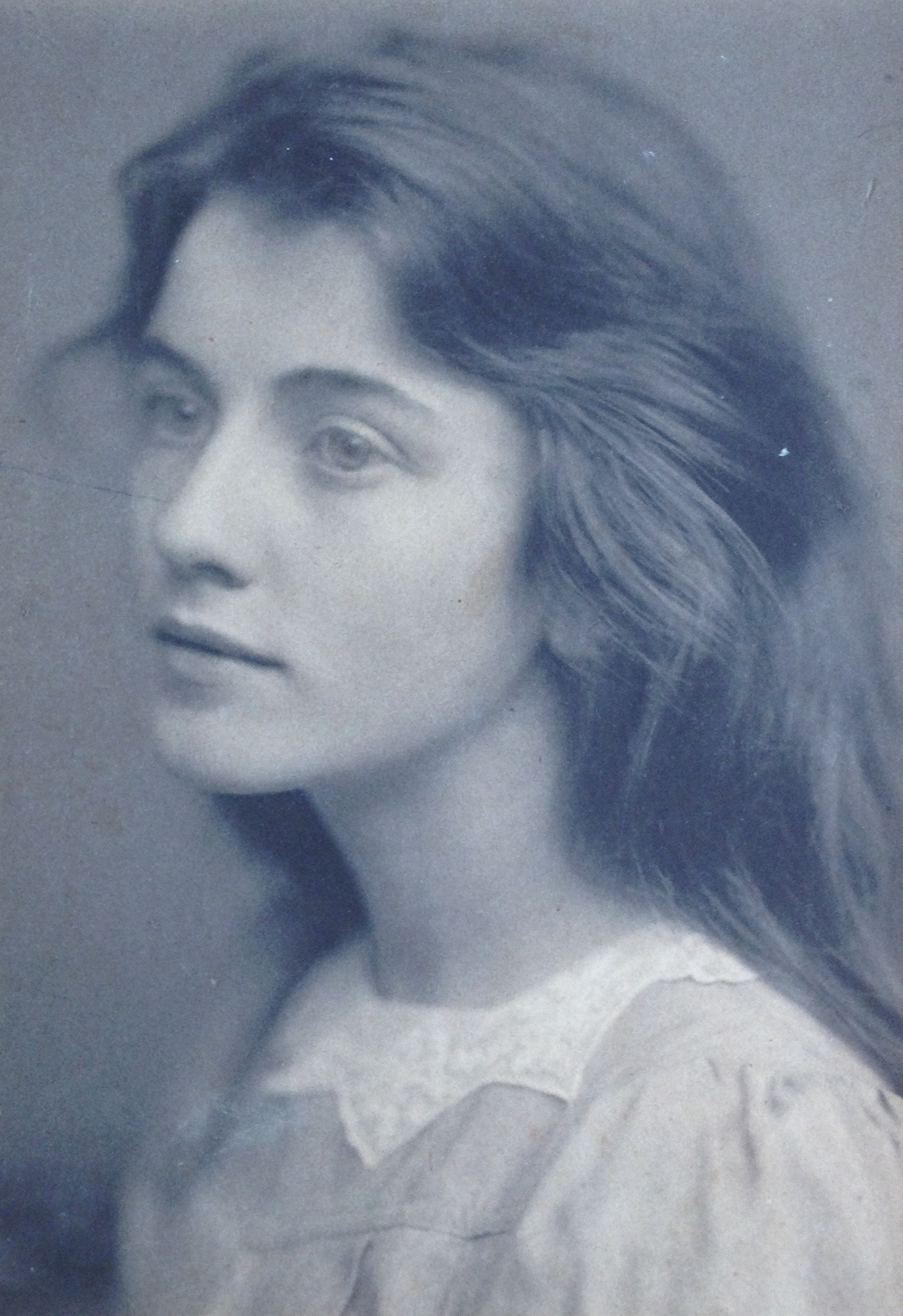
Edna Clarke Hall, 1895

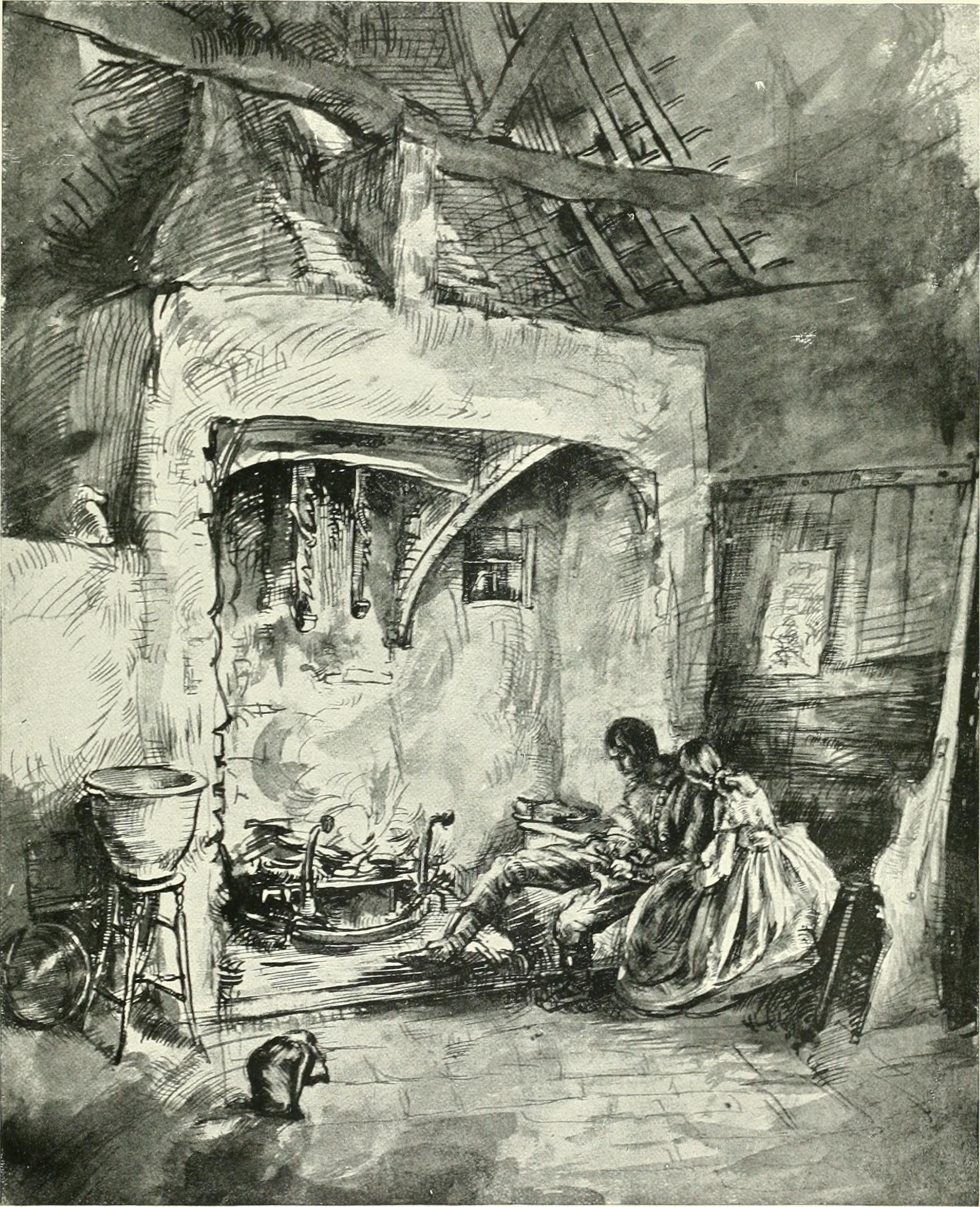
Studie zu Wuthering Heights, ca. 1907

Edna Clarke Hall, geborene Waugh (* 29. Juni 1879 in Shipbourne, Kent; † 16. November 1979 in Deal, Kent) war eine britische Aquarellkünstlerin, Radiererin, Lithografin und Zeichnerin, die vor allem durch ihre zahlreichen Illustrationen zu Wuthering Heights von Emily Brontë bekannt wurde.

## Leben
Edna Waugh wurde als zehntes von zwölf Kindern des Sozialaktivisten Benjamin Waugh geboren, der Mitbegründer der National Society for the Prevention of Cruelty to Children (NSPCC) war. 1881 zogen die Waughs nach Southgate, und 1889, nachdem ihr Vater den Dienst quittiert hatte, um sich der NSPCC zu widmen, ließ sich die Familie in St Albans in Hertfordshire nieder.
Edna Waugh zeigte schon früh ein Talent für das Zeichnen. Als sie vierzehn Jahre alt war, vermittelte ihr ein befreundeter Anwalt ihres Vaters, William Clarke Hall (1866–1932), den Eintritt in die Slade School of Fine Art, wo Waugh von Henry Tonks unterrichtet wurde. Sie studierte zusammen mit Gwen und Augustus John, Ida Nettleship, Ambrose McEvoy und Albert Rutherston und fertigte zahlreiche Zeichnungen und Radierungen ihrer neuen Freunde an. Für ihre Zeichnungen erhielt sie zahlreiche Preise und Zertifikate und wurde 1897 mit einem Slade-Stipendium ausgezeichnet.
Obwohl einige Ölgemälde existieren, die unter der Anleitung von Gwen John entstanden, war Waughs bevorzugtes Medium als Malerin das Aquarell.
Die 19-jährige Edna heiratete am 22. Dezember 1898 William Clarke Hall. Obwohl er zuvor die Studien seiner Frau gefördert und unterstützt hatte, kam es zu Spannungen zwischen ihren künstlerischen Ambitionen und der Erwartung ihres Mannes, dass sie sich an die traditionelle Rolle der Ehefrau anpassen sollte. In den nächsten zwei Jahrzehnten wurde Edna Clarke Halls Kunst zu einer sehr persönlichen Aktivität, die sie nur mit engen Freunden teilte und gelegentlich in Gruppenausstellungen zeigte.
Kurz nach ihrer Heirat mieteten die Clarke Halls ein Haus aus dem sechzehnten Jahrhundert namens Great Tomkins am Upminster Common  Dieses Haus erinnerte Edna an Wuthering Heights von Emily Brontë und inspirierte sie zu den ersten der vielen Illustrationen von Szenen aus dem Roman, die sie anfertigen sollte. Für den Rest ihres künstlerischen Lebens fügte Clarke Hall den Zeichnungen und Radierungen zu Wuthering Heights in Zeiten emotionaler Krisen neue hinzu. Sie zeigten Szenen wie die verzweifelte Catherine, die um den abwesenden Heathcliff weint, und Heathcliff, der die sterbende Catherine stützt, eine ihrer Zeichnungen der letztgenannten Szene ist mit dem Zitat „Let me alone! If I've done wrong, I'm dying for it“ bezeichnet.
Neben Wuthering Heights waren auch Ednas Söhne Justin (* 1905) und Denis (1910–2006) wichtige Motive für ihre Kunst. Sie malte sie häufig, während sie in ihre eigenen Aktivitäten vertieft waren, und schuf zärtliche, aber unsentimentale Porträts, meist in Aquarelltechnik.
Im Jahr 1914 überredete Henry Tonks seine ehemalige Schülerin zu einer Einzelausstellung in den Chenil Galleries in London. Diese Ausstellung wurde von den Kritikern als Erfolg gewertet. Eine Rezension beschrieb sie als „sensible und ausdrucksstarke Zeichnerin, die ein meisterhaftes Niveau erreicht“ und bewunderte ihren „individuellen und instinktiven“ Einsatz von Farbe.
Edna Clarke Hall erlitt 1919 einen Nervenzusammenbruch. Mit Hilfe von Tonks und dem Psychologen Henry Head bewältigte sie einige der Probleme in ihrer Ehe und konnte ihre künstlerische Identität wiederherstellen. 1922 richtete ihr Mann ihr ein Atelier am South Square in Gray’s Inn ein, in dem sie arbeiten konnte.  Zwischen 1924 und 1941 stellte sie regelmäßig in der Redfern Gallery in London aus. Ihre Ausstellung im Jahr 1926 führte dazu, dass der Kunstkritiker der Times sie als „die phantasievollste Künstlerin Englands“ bezeichnete.
Edna Clarke Hall schrieb und veröffentlichte zwei Gedichtbände, Poems (1926) und Facets (1930). Drei ihrer Poem Pictures, die Illustration und Text in einer an William Blake erinnernden Weise miteinander verbinden, erschienen als Lithografien in Facets.
William Clarke Hall wurde 1932 für seine Arbeit zur Reform des Kinderrechts zum Ritter geschlagen, woraufhin seine Frau Lady Clarke Hall wurde, aber er starb noch im selben Jahr. Frau F. Samuel, Frau E. Bishop und Michel H. Salaman, die mit den Clarke Halls befreundet waren, gründeten einen Trust, um ihr die Möglichkeit zu geben, ihr Atelier zu behalten und weiter zu arbeiten.
Im Jahr 1939 fand in Manchester eine Retrospektive ihrer Zeichnungen statt. 1941 wurde Clarke Halls Londoner Atelier zusammen mit einem Großteil ihrer Arbeiten durch deutsche Bombenangriffe zerstört. Der Verlust ihres Ateliers war ein verheerender Schlag. Clarke Hall malte nach und nach immer weniger, bis sie Anfang der 1950er Jahre ganz aufhörte zu malen. Den Rest ihres Lebens verbrachte sie bei ihrer Nichte und Lebensgefährtin Mary Fearnley Sander, bis sie im Alter von 100 Jahren am 16. November 1979 starb.